# Thuparamaya

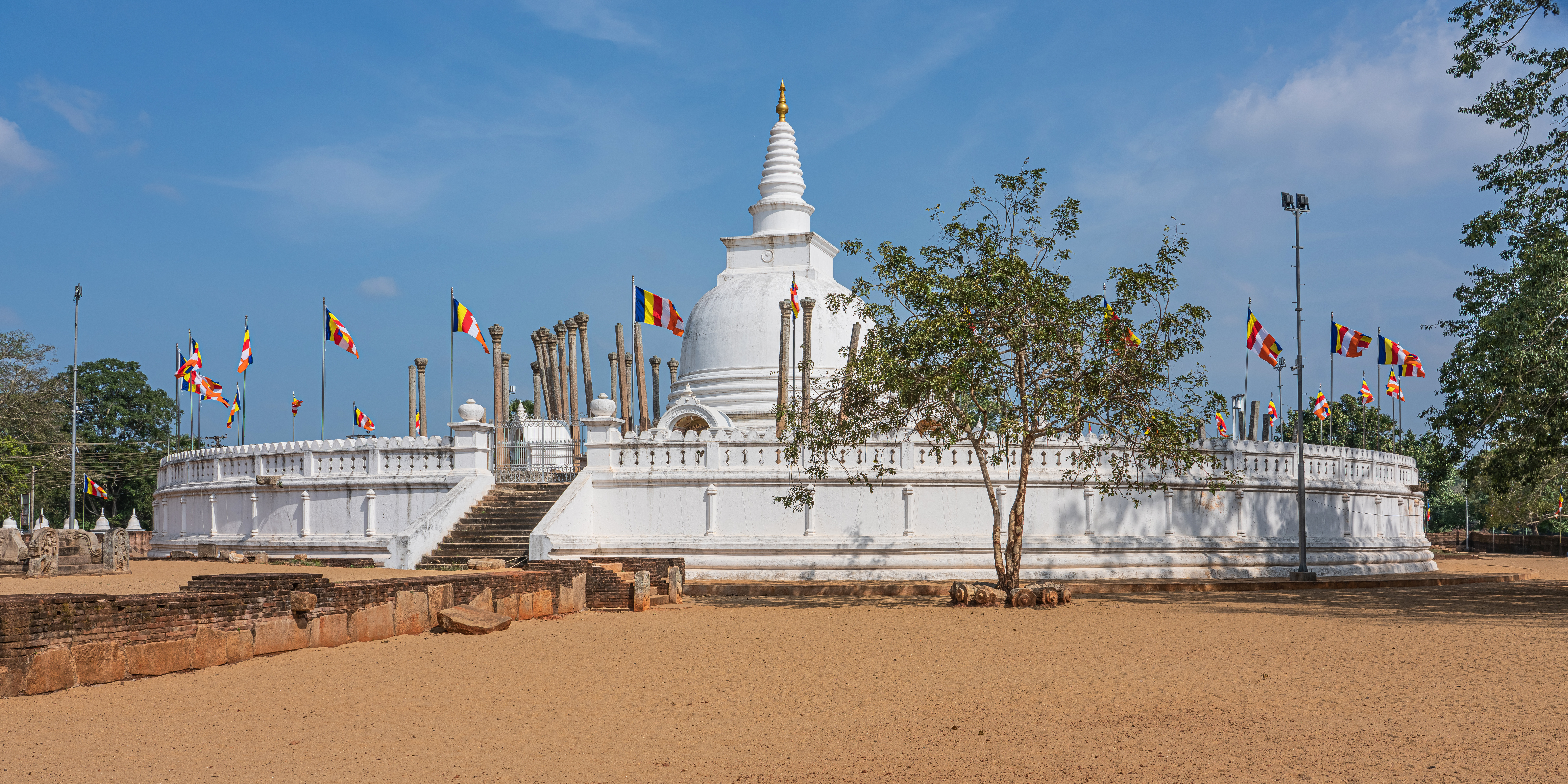
Der Stupa in Anuradhapura.

Thuparamaya (singhalesisch ථූපාරාමය) ist der älteste buddhistische Tempel in  Sri Lanka. Der Stupa (singhalesisch dagoba) befindet sich im Heiligen Bezirk des Mahamevnāwa Park (මහමෙවුනා උයන) in Anuradhapura. Seine Ursprünge gehen auf die Regierungszeit von König Devanampiya Tissa (247–207 v. Chr.) zurück. Der Stupa wurde von der Regierung von Sri Lanka als „Archäologische Stätte“ formal in die List of Archaeological Protected Monuments in Sri Lanka aufgenommen.

## Geschichte

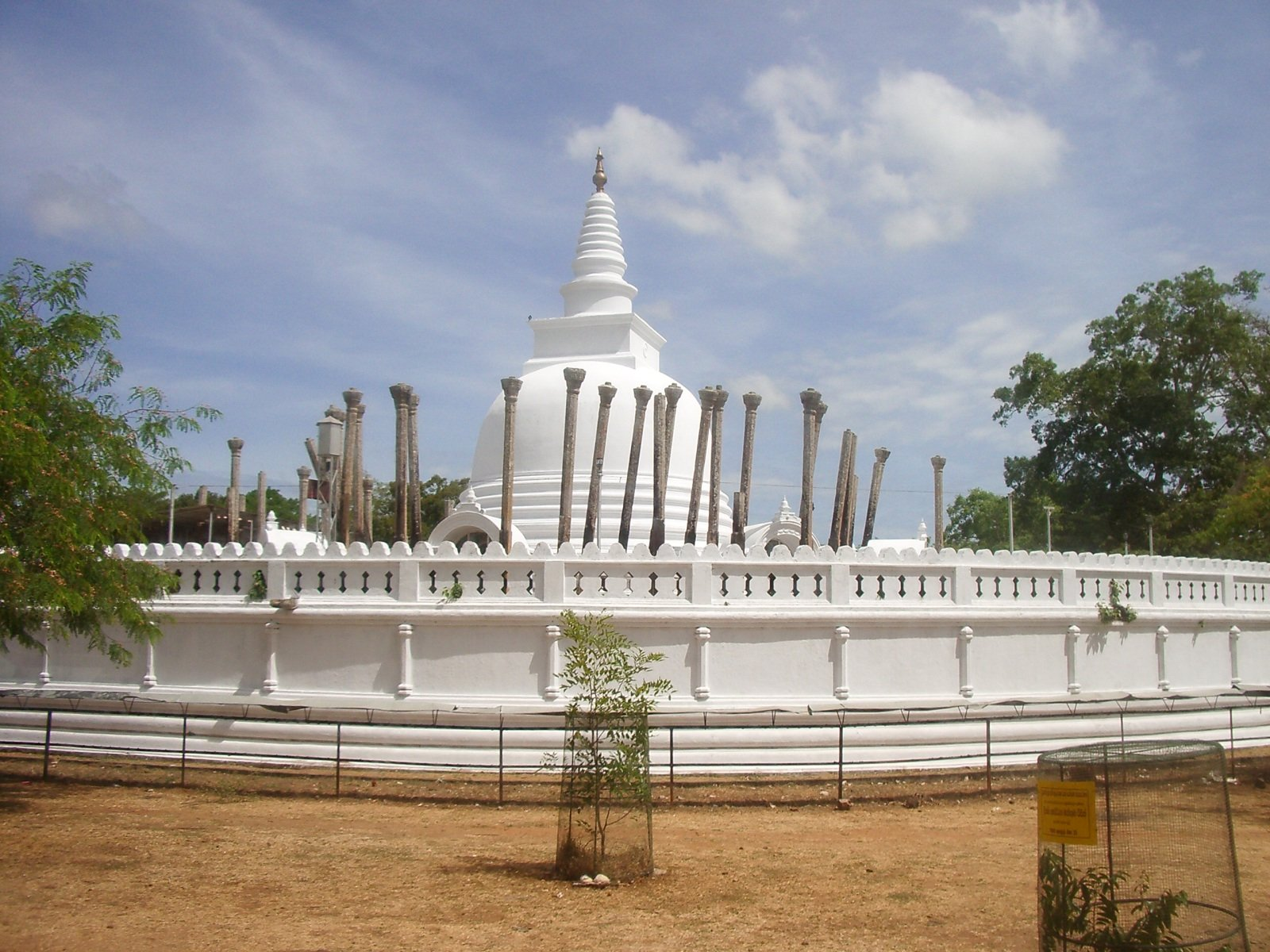
Steinsäulen um den Stupa lassen darauf schließen, das es einen Vatadage mit einem konischen Dach gegeben haben könnte mit dem Stupa im Zentrum des Gebäudes.

Mahinda Thera, ein Gesandter von König Ashoka, brachte den Theravada-Buddhismus zusammen mit der Verehrungsform des Chaitya nach Sri Lanka. Auf sein Bitten hin baute König Devanampiya Tissa den Stupa Thuparamaya, in dem er das rechte Schlüsselbein von Buddha aufbewahren ließ. Thuparamaya gilt heute als ältester Stupa und als erstes Monument, dessen Bau schriftlich bezeugt ist. Der Name Thuparamaya setzt sich aus den Bestandteilen stupa und aramaya zusammen, einer Bezeichnung für die Wohngebäude von Mönchen.
Laut der Palumekichchawa-Inschrift wurde das Reservoir Madamanaka (Palumekichchawa Wewa) von Upala Vibajaka mit Kosten von 5000 Kahavanu erbaut und den Bhikkus, die im Thuparama Tempel lebten geschenkt. In der Inschrift wird auch verzeichnet, dass die Ernte der Reisfelder in der Umgebung des Reservoirs an die Bhikkus gegeben werden solle. Die Inschrift ist die älteste gemeißelte Steininschrift, in der der Name Thuparama vorkommt. Man hat sie auf die Regierungszeit von König Gajabahu I. von Anuradhapura (114–136 n. Chr.) datiert.

## Form
Thuparamaya Dagoba hat die Form einer Glocke. Diese Struktur wurde mehrmals zerstört. In der Regierungszeit von Aggabodhi II. von Anuradhapura wurde sie komplett zerstört und vom König wieder aufgebaut. Die heutige Konstruktion wurde 1842 errichtet. Heute hat das Gebäude einen Durchmesser von 18 m am Sockel und eine Höhe von 3,45 m. Der umgebende Komplex ist mit Granitsteinen gepflastert und eine Doppelreihe von Steinsäulen umgibt den Stupa. In einer früheren Phase gab es wohl einen Vatadage (Säulengang), welcher den Thuparamaya umgab.

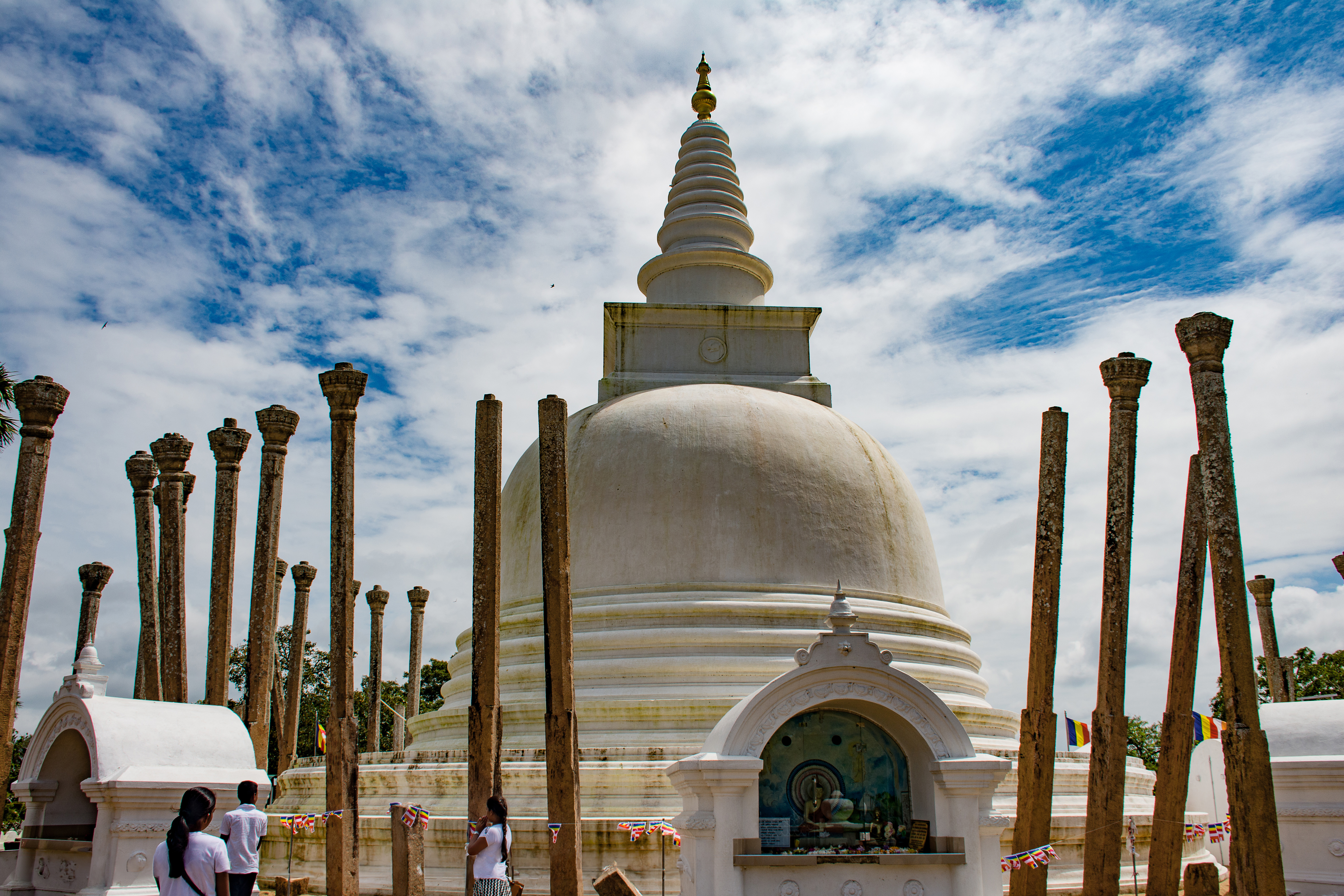
Thuparamaya-Stupa und Steinsäulen.